# Crenea

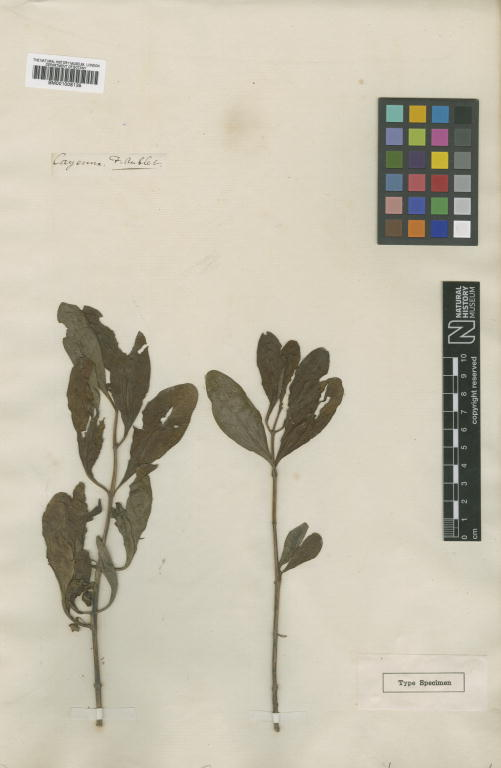
Crenea

Crenea é um género botânico pertencente à família Lythraceae.

## Espécies
- Crenea maritima
- Crenea patentinervis
- Crenea repens
- Crenea surinamensis

1. ↑  «Crenea — World Flora Online». www.worldfloraonline.org. Consultado em 19 de agosto de 2020